# Cryptanura bipartita
Cryptanura bipartita är en stekelart som först beskrevs av Brulle 1846.  Cryptanura bipartita ingår i släktet Cryptanura och familjen brokparasitsteklar. Inga underarter finns listade i Catalogue of Life.